# Igbomina (Volk)
Das Volk der Ìgbómìnà, in der Umgangssprache auch Igbonna oder Ogbonna genannt, ist ein Stamm der Yoruba (Volk), der im Südwesten Nigerias in der nördlichen Mitte des Sprachgebietes der Yoruba siedelt.

## Sprache
Die Ìgbómìnà-Sprache wird von der Sprachwissenschaft zu der Gruppe der Zentral-Yoruba-Dialekte gezählt, einer der drei Dialektgruppen der Yoruba-Sprache. Sie wird im Norden des Bundesstaates Oṣun und im Osten des Bundesstaats Kwara gesprochen. An der Peripherie des Dialekt-Gebietes gibt es jeweils Ähnlichkeiten mit verschiedenen Yoruba-Dialekten: im Süden und Südosten dem von Ekiti, im Süden und Südwesten mit dem von Ijesha und im Westen und Nordwesten mit dem von Óyó.

## Geografische Verbreitung
Die Ìgbómìnà leben sowohl in drei Local Government Areas (LGAs), entsprechend den deutschen Landkreisen, im Kwara-State nämlich Irepodun, Ifelodun und Isin als auch in den zwei LGAs des Oṣun-State: Ifedayo und Ila. Neben den vorgenannten sprachrelevanten Yorubagruppen wohnen im Osten noch die Yagba-Yoruba, im Norden die Nupe und im Westen die Ibolo (Sprache)-sprechenden Bewohnen der Städte Offa, Oyan und Okuku.

## Archäologie und Orale Traditionen
Im westlichen Gebiet der Ìgbómìnà wurden im Raum von Esie bei den Dörfern Ijara und Ofaro über 800 steinerne Skulpturen gefunden, die meistens menschliche Gestalt haben und auf eine von Entstehungszeit um 1100 nach Christus geschätzt werden.
Archäologische und linguistische Spuren deuten darauf hin, dass die Ìgbómìnà als Räuber bei den benachbarten Bevölkerungen mit Ausnahme der Nupe und der Yagba auftraten. Die mündlichen Überlieferungen erzählen, dass in der Periode nach Oduduwa sowohl  Könige als auch normale Wanderer aus Ile-Ife in das Land der Ìgbómìnàs kamen und die ursprünglichen Herrscher des Gebietes und die Bevölkerung entweder vertrieben, sich einverleibten oder unterwarfen. Auf der anderen Seite scheinen Vertreter der Óyó, der Ijesha und der Ekiti Teile der Ìgbómìnà durch Besetzung der Ebenen bedrängt zu haben und diese in die hügeligen, weniger fruchtbaren Teile ihrer Heimat verdrängt zu haben. Diese scheinen ihrerseits den Druck an die Nupe und die Yagba weitergegeben zu haben, jedoch auch Teile ihres eigenen Siedlungsgebietes an diese verloren zu haben.
In einigen der Ìgbómìnà-Clans gibt es noch mündliche Überlieferungen, Dichtungen und Lobgesänge auf die jeweiligen Abstammungslinien, die sowohl von Konflikten, Aufständen und Kriegen als auch von Epidemien berichten, die große Teile der Bevölkerung zerstreuten und zu Wanderungsbewegungen zwangen.

## Geschichte während der Kolonialzeit
Aufzeichnungen der britischen Kolonialverwaltung aus dem Jahr 1918 datieren die Gründung der Stadt Igbaja auf das späte 17. oder frühe 18. Jahrhundert, 1935 erwähnte der Igbaja District Gazeteer das Datum 1750. Um 1800 hatte der oberste Herrscher der Yoruba, der Alafin, seine Herrschaft über Ìgbómìnà befestigt und einen Gouverneur (Ajele) in Ilorin eingesetzt, um dort seine Interessen vertreten zu lassen.

## Traditionelle Wirtschaft, Feste und Kunsthandwerk
Die Ìgbómìnà waren für ihre Geschicklichkeit in der Landwirtschaft und bei der Jagd bekannt. Ferner waren ihre Arbeiten in Leder, ihre Töpfereien und ihre Holzschnitzereien berühmt z. B. die Elewe-Maske, die während spezieller Festlichkeiten den Egungun, einen Repräsentanten der Vorfahren, darstellte.